# Campeonato Europeo de Biatlón de 1994
El I Campeonato Europeo de Biatlón se celebró en la localidad de Kontiolahti (Finlandia) en 1994 bajo la organización de la Unión Internacional de Biatlón (IBU).

## Resultados

### Masculino
| Evento             | Oro                                                                       | Plata                                                                      | Bronce                                                                      |
| ------------------ | ------------------------------------------------------------------------- | -------------------------------------------------------------------------- | --------------------------------------------------------------------------- |
| 10 km velocidad    | Holger Schönthier · Alemania ·                                            | René Cattarinussi · Italia ·                                               | Vesa Hietalahti · Finlandia ·                                               |
| 20 km individual   | Tor Espen Kristiansen · Noruega ·                                         | Bertrand Muffat-Joly Francia                                               | Ville Räikkönen · Finlandia ·                                               |
| Relevos 4 × 7,5 km | Rusia · Pavel Muslimov · Pavel Vavilov · Nikolai Klykov · Eduard Riabov · | Polonia · Wiesław Ziemianin · Jan Ziemianin · Tomasz Sikora · Jan Wojtas · | Bielorrusia Igor Jojriakov Dmitri Krivel Guennadi Karpinkin Yevgueni Redkin |

### Femenino
| Evento             | Oro                                                              | Plata                                                           | Bronce                                                                |
| ------------------ | ---------------------------------------------------------------- | --------------------------------------------------------------- | --------------------------------------------------------------------- |
| 7,5 km velocidad   | Irina Mileshina · Rusia ·                                        | Jiřina Pelcová · República Checa ·                              | Kathi Schwaab · Alemania ·                                            |
| 15 km individual   | Halina Pitoń · Polonia ·                                         | Martina Jašicová · Eslovaquia ·                                 | Irina Mileshina · Rusia ·                                             |
| Relevos 3 × 7,5 km | Rusia · Larisa Novoselskaya · Yelena Dumnova · Irina Mileshina · | Eslovaquia · Martina Jašicová · Anna Murínová · Soňa Mihoková · | Ucrania · Valentyna Tserbe-Nesina · Olena Petrova · Olena Zubrylova · |

## Medallero
| Núm. | País            | Oro | Plata | Bronce | Total |
| ---- | --------------- | --- | ----- | ------ | ----- |
| 1    | Rusia           | 3   | 0     | 1      | 4     |
| 2    | Polonia         | 1   | 1     | 0      | 2     |
| 3    | Alemania        | 1   | 0     | 1      | 2     |
| 4    | Noruega         | 1   | 0     | 0      | 1     |
| 5    | Eslovaquia      | 0   | 2     | 0      | 2     |
| 6    | Francia         | 0   | 1     | 0      | 1     |
| 6    | Italia          | 0   | 1     | 0      | 1     |
| 6    | República Checa | 0   | 1     | 0      | 1     |
| 9    | Finlandia       | 0   | 0     | 2      | 2     |
| 10   | Bielorrusia     | 0   | 0     | 1      | 1     |
| 10   | Ucrania         | 0   | 0     | 1      | 1     |
|      | TOTAL           | 6   | 6     | 6      | 18    |